# Tettigidea costalis
Tettigidea costalis är en insektsart som beskrevs av Bruner, L. 1910. Tettigidea costalis ingår i släktet Tettigidea och familjen torngräshoppor. Inga underarter finns listade i Catalogue of Life.